# Cubismo
O cubismo é um movimento artístico que surgiu no século XX, nas artes plásticas, tendo como principais fundadores Pablo Picasso e Georges Braque e tendo se expandido para a literatura e a poesia pela influência de escritores como John dos Passos e Vladimir Maiakovski. O quadro "Les demoiselles d'Avignon", de Picasso, 1907 é conhecido como marco inicial do cubismo. Nele ficam evidentes as referências a máscaras africanas, que inspiraram a fase inicial do cubismo, juntamente com a obra de Paul Cézanne.
O cubismo tratava as formas da natureza por meio de figuras geométricas, representando as partes de um objeto no mesmo plano. A representação do mundo passava a não ter nenhum compromisso com a aparência real das coisas.
Historicamente o cubismo originou-se na obra de Cézanne, pois para ele a pintura deveria tratar as formas da natureza como se fossem cones, esferas e cilindros. Entretanto, os cubistas foram mais longe do que Cézanne. Passaram a representar os objetos com todas as suas partes num mesmo plano. É como se eles estivessem abertos e apresentassem todos os seus lados no plano frontal em relação ao espectador. Na verdade, essa atitude de decompor os objetos não tinha nenhum compromisso de fidelidade com a aparência real das coisas.
O pintor cubista tenta representar os objetos em três dimensões, numa superfície plana, sob formas geométricas, com o predomínio de linhas retas. Não representa, mas sugere a estrutura dos corpos ou objetos. Representa-os como se movimentassem em torno deles, vendo-os sob todos os ângulos visuais, por cima e por baixo, percebendo todos os planos e volumes.

## Evolução do movimento
- Fase cezannista ou cezaniana (1907 a 1909): Influência do francês Paul Cézanne.

- Fase analítica ou hermética (1909 a 1912): caracterizado pela desestruturação da obra em todos os seus elementos. Decompondo a obra em partes, o artista registra todos os seus elementos em planos sucessivos e superpostos, procurando a visão total da figura, examinado-a em todos os ângulos no mesmo instante, através da fragmentação dela. Essa fragmentação foi tão grande, que se tornou qualquer figura nas pinturas cubistas. A cor se reduz aos tons de castanho, cinza e bege.

- Cubismo sintético (1913 1914): reagindo à excessiva fragmentação dos objetos e à destruição de sua estrutura. Basicamente, essa tendência procurou tornar as figuras novamente reconhecíveis. Também chamado de Colagem porque introduz letras, palavras, números, pedaços de madeira, vidro, metal e até objetos inteiros nas pinturas. Essa inovação pode ser explicada pela intenção dos artistas em criar efeitos plásticos e de ultrapassar os limites das sensações visuais que a pintura sugere, despertando também no observador as sensações táteis.

Desta última fase decorrem dois movimentos:
- Orfismo
- Secção de Ouro

### Características
- Geometrização das formas e volumes;
- Renúncia à perspectiva;
- O claro-escuro perde sua função;
- Representação do volume colorido sobre superfícies planas;
- Sensação de pintura escultórica;
- Cores austeras, do branco ao negro passando pelo cinza, por um ocre apagado ou um castanho suave;
- Cores fechadas.

### Artistas plásticos

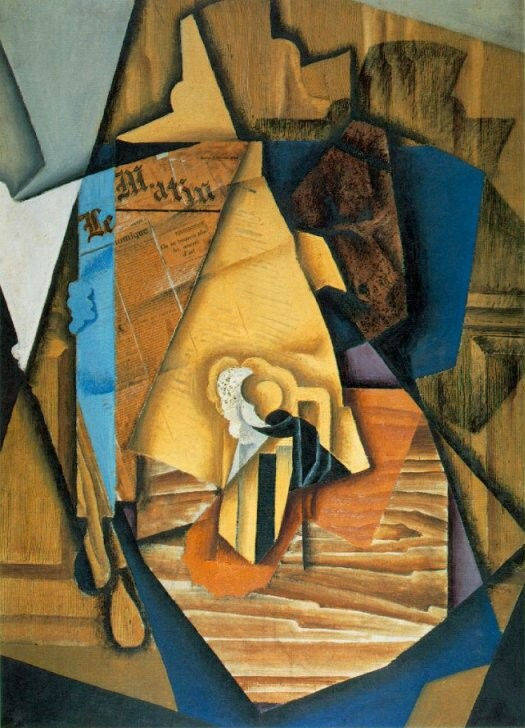
Juan Gris, 1914: Homem no café

- Paul Cézanné
- Paul Gauguin
- Pablo Picasso
- Georges Braque
- Juan Gris
- Kazimir Malevich
- Lyonel Feininger
- Fernand Léger
- Umberto Boccioni
- Robert Delaunay
- Diego Rivera
- Alexandra Nechita
- Tarsila do Amaral [4]
- Vicente do Rego Monteiro [5]
- Piet Mondrian

### Escritores e poetas
- Érico Veríssimo
- John dos Passos
- Vladimir Maiakovski
- Guillaume Apollinaire
- Blaise Cendrars
- Jean Cocteau
- Pierre Reverdy
- Oswald de Andrade
- Raul Bopp

Com influência cubista (uso de técnicas)
- Cubofuturismo russo
- Futurismo italiano
- Fernando Pessoa
- Tyrteu Rocha Vianna